# 伊藤よし子
伊藤 よし子（いとう よしこ、1905年12月30日 - 1991年3月24日）は、日本の政治家。日本社会党の衆議院議員（2期）。
急逝した夫の伊藤好道の地盤を継いで政治家の道を歩んだ。衆議院議員、愛知県会議員を務めた本多鋼治は義兄。

## 経歴
愛知県西加茂郡挙母町（現・豊田市昭和町4丁目）に雑貨商の成瀬保吉の三女として生まれる。旧姓は成瀬。挙母第一尋常小学校（現・豊田市立挙母小学校）から、「山の学校」と呼ばれた挙母尋常高等小学校（現・豊田市立童子山小学校）に進んだ。『改造』『解放』など大正デモクラシーを支えた雑誌に親しむ。当時、挙母町には書店は一軒しかなく、そこから西加茂郡全域に毎月配本される4冊の『改造』のうち1冊を伊藤がとっていたという。3年生の時、椙山第一高等女学校（現・椙山女学園高等学校）の編入試験を受け入学。1922年（大正11年）3月に同校卒業後、佃与次郎が設立した佃速記塾で速記を学ぶ。また、東京外国語学校に一年間通った。
1923年（大正12年）、挙母尋常高等小学校で開かれた同窓会で当時東京帝国大学の学生だった伊藤好道が講演を行った。好道は、1921年から1922年にかけてロシアを襲った飢饉の救済募金を涙をこぼしながら訴え、「知っていて助けないのは見殺しにするのと同じだ」という探検家フリチョフ・ナンセンの言葉で最後を結んだ。感激したよし子はそのとき財布に入っていたお金をすべて募金に投じたという。帰宅後、母にもらった小遣いを「『解放』誌上で救済募金を知った」といって無記名で好道に送金するも、送り主は好道の知るところとなり、それが機縁となって二人の文通が始まった。好道に教えられ、アウグスト・ベーベルの『婦人論』（翻訳は山川菊栄）、山川菊栄の『女性の反逆』、フリードリヒ・エンゲルスの『フォイエルバッハ論』などをむさぼるように読む。
東京帝国大学の新人会のメンバーとして、好道は黒田寿男や志賀義雄らとともに全国の高等学校を講演して回る。その途中で郷里の挙母町に寄り、よし子の姉の友人の家で二人は初めて会った。
資産家の一人息子など、親の決めた縁談をいくたびも断り、1925年（大正14年）3月18日、上京。好道の高円寺の下宿で結婚生活を始める。
1927年（昭和2年）、労農婦人雑誌編集者らが集う社会科研究会に所属。山川菊栄に師事し、小説家の平林たい子、社会運動家の近藤真柄らと交流を結んだ。戦前は農村更生協会、満州移住協会の嘱託として農村問題に関わった。1952年（昭和27年）に伊藤好道が衆院選に初当選してからは夫の秘書を務めた。

### 衆議院議員へ
1956年（昭和31年）12月10日、伊藤好道が55歳の若さで急逝。よし子は平林たい子から後を継ぐことを勧められる。好道と平林の夫、小堀甚二は人民戦線事件でともに検挙された同志であった。平林の助言は親友として自然のものであったが、よし子は悩み、社会党委員長の鈴木茂三郎に相談をもちかけた。鈴木は「藤原道子君にでも地元へ行かせ、空気を盛り上げてもらおう」と答え、よし子に出馬を促した。社会党は鈴木の考えとは別に、トヨタ労組から後任を出すとことを社長の石田退三に求めた。しかし石田は「よし子でよい」と譲らず、党は名古屋鉄道労組書記長の太田一夫の擁立に動いた。1957年（昭和32年）7月、トヨタ労働組合協議会はよし子の推薦を決定。
1958年（昭和33年）5月22日に行われた第28回衆議院議員総選挙の旧愛知4区で社会党は結局、よし子と太田の二人に公認を出した。よし子の選挙事務長は広島原爆の被爆者で、本多鋼治の息子の本多秀治が務めた。トヨタ労組と国鉄労組の支援を受けて初当選。社会保障問題に情熱を傾けた。
1960年（昭和35年）の総選挙でトヨタ労組は伊藤と、民社党が擁立した全繊同盟の森明の二人に推薦を出したが、共に落選。鈴木茂三郎、平林たい子、深尾須磨子らが応援にかけつけるも、伊藤は次点で敗れた。
1963年（昭和37年）の総選挙で返り咲く。くらしの会全国連合会副会長、社会党婦人対策部長などを歴任した。
1967年（昭和42年）の総選挙は、トヨタ票の伊藤の支持率が高まりつつあったため、保守側から「このままでは地元の豊田で地盤が重なり合う浦野幸男が危ない」という声が上がり、伊藤票の切り崩しが行われた。また、社会党豊田市支部長の元市議の矢頭銈太郎が太田一夫支持に回ってしまった。その結果、4位当選の中野四郎と356票の小差で落選。
1969年（昭和44年）12月の総選挙は不出馬。前トヨタ自動車労組委員長の渡辺武三が民社党公認で出馬することに伴い、社会党が名古屋鉄道労組を支持母体とする太田一夫を党の統一候補としたためである。
1971年（昭和46年）4月に行われた愛知県議会議員選挙に豊田市選挙区（定数3）から立候補するも次点で落選。
1991年（平成3年）3月24日、急性肺炎のため豊田市の三九朗病院で死去。85歳没。

## 衆議院議員総選挙の結果
| 執行日         | 選挙   | 所属党派   | 当落 |
| -------------- | ------ | ---------- | ---- |
| 1958年5月22日  | 第28回 | 日本社会党 | 当   |
| 1960年11月20日 | 第29回 | 日本社会党 | 落   |
| 1963年11月21日 | 第30回 | 日本社会党 | 当   |
| 1967年1月29日  | 第31回 | 日本社会党 | 落   |